# Qutayla bint Abd-al-Uzza
Qutayla bint Abd-al-Uzza (àrab: قتيلة بنت عبدالعزة, Qutayla bint ʿAbd al-ʿUzza) fou filla d'Abd-al-Uzza i esposa d'Abu-Bakr as-Siddiq, amb el qual va tenir un fill i una filla, Abd-Al·lah ibn Abi-Bakr i Asmà bint Abi-Bakr.
Quan Abu-Bakr es va convertir a l'islam, ella es va negar a fer el mateix. Això va fer que Abu-Bakr es divorciés d'ella, ja que un musulmà no es podia casar amb una dona politeísta.
Set anys després que la seva filla Asmà abandonés la Meca, Qutayla va anar a visitar-la a Medina. Ella li va portar regals, panses, mantega clarificada i qaraz (unes beines d'una espècie de l'arbre sant). Malgrat això, Asmà, inicialment, es va negar a rebre-la a casa seva i a acceptar els seus regals. Ella va enviar un missatger a Àïxa bint Abi Bakr perquè li preguntés a Mahoma sobre l'actitud de la seva filla cap a ella i aquest va respondre que, sens dubte, l'havia de rebre a casa seva i acceptar els seus regals.
Segons la tradició, aquest episodi fou l'ocasió per la següent revelació de Déu:
| «                                 | Car Al·là, Déu, no us prohibeix que tracteu bé i amb equitat els qui mai us han atacat, ni us han fet sortir de casa, exiliats! Al·là estima els qui són sempre equitatius! El que Al·là us prohibeix és que tingueu com a amics, advocats i protectors els qui han lluitat contra vosaltres per raó de la religió, els qui us han fet sortir de les vostres llars o els qui han col·laborat en la vostra expulsió. Aquests són tots uns infidels, uns pecadors, en les tenebres! | » |
| — Alcorà 60:8–9 (Míkel de Epalza) | |   |